# والدو دوبرشتاین
والدو دوبرشتاین (به انگلیسی: Waldo H. Dubberstein) (زادهٔ ۲۱ اکتبر ۱۹۰۷ در بلفونت کانزاس – درگذشتهٔ ۲۹ آوریل ۱۹۸۳) خاورمیانه‌شناس برجستهٔ بین‌المللی و کارمند بلندمدت آژانس اطلاعات دفاعی (DIA) بود.
او از دانشگاه شیکاگو در رشتهٔ خاورشناسی و باستان‌شناسی دکتری گرفت. در آن زمان او مدیر ارشد، تحلیلگر و مفسر سی‌آی‌ای بود. از سال ۱۹۳۴ تا ۱۹۴۲، دوبرشتاین به عنوان استادیار و مدرس در دانشکدهٔ شرق‌شناسی و تاریخ دانشگاه شیکاگو، تدریس کرد. دروس تدریسی او در این دانشکده، تاریخ خاور نزدیک بود. در طی همکاری او با دانشگاه شیکاگو، او در سفرهای باستان‌شناسی به جنوب خاور نزدیک، از جمله تخت جمشید، سفر کرد.
در مارس ۱۹۴۲، دوبرشتاین اجازهٔ ترک و غیبت از دانشگاه شیکاگو را به‌دست‌آورد و در ارتش ایالات متحده، یگان مخابراتی (Signal Corps)، واحد مخابراتی سازمان اطلاعات، مشغول به کار شد. در ۱۹۴۷ از دانشگاه شیکاگو استعفا داد و از سازمان اطلاعات ارتش به سی‌آی‌ای رفت. بعد از بازنشستگی از سازمان سی‌آی‌ای در ۱۹۷۰، به عنوان استاد روابط بین‌الملل در کالج ملی جنگ به استخدام درآمد. دوبرشتاین مسئول دروس مربوط به خاورمیانه، آسیا و شمال آفریقا بود.